# Orthotrichum shevockii
Orthotrichum shevockii är en bladmossart som beskrevs av Lewinsky-haapasaari och J.C. Norris 1998. Orthotrichum shevockii ingår i släktet hättemossor, och familjen Orthotrichaceae. Inga underarter finns listade i Catalogue of Life.